# Tălmăcel, Sibiu
Tălmăcel (în dialectul săsesc Kli-Talmesch, în germană Klein-Talmesch, în maghiară Kistalmács) este un sat ce aparține orașului Tălmaciu din județul Sibiu, Transilvania, România.
Este la o distanță de 21 de kilometri față de orașul Sibiu și 3 kilometri de Tălmaciu.

## Obiectiv memorial
Monumentul Eroilor Români din Primul Război Mondial. Monumentul este de tipul Troiță și este amplasat în curtea Bisericii Ortodoxe. Troița are o înălțime de 1,21 m, fiind realizată din piatră și beton, la inițiativa “Societății Cultul Eroilor”, în anul 1938. Pe fațada monumentului se află un înscris memorial: „În amintirea eroilor căzuți pe aceste locuri în războiul din 1914-1919“. Dedesubt sunt înscrise numele celor 58 de eroi români, în memoria cărora s-a ridicat Troița.

## Galerie imagini

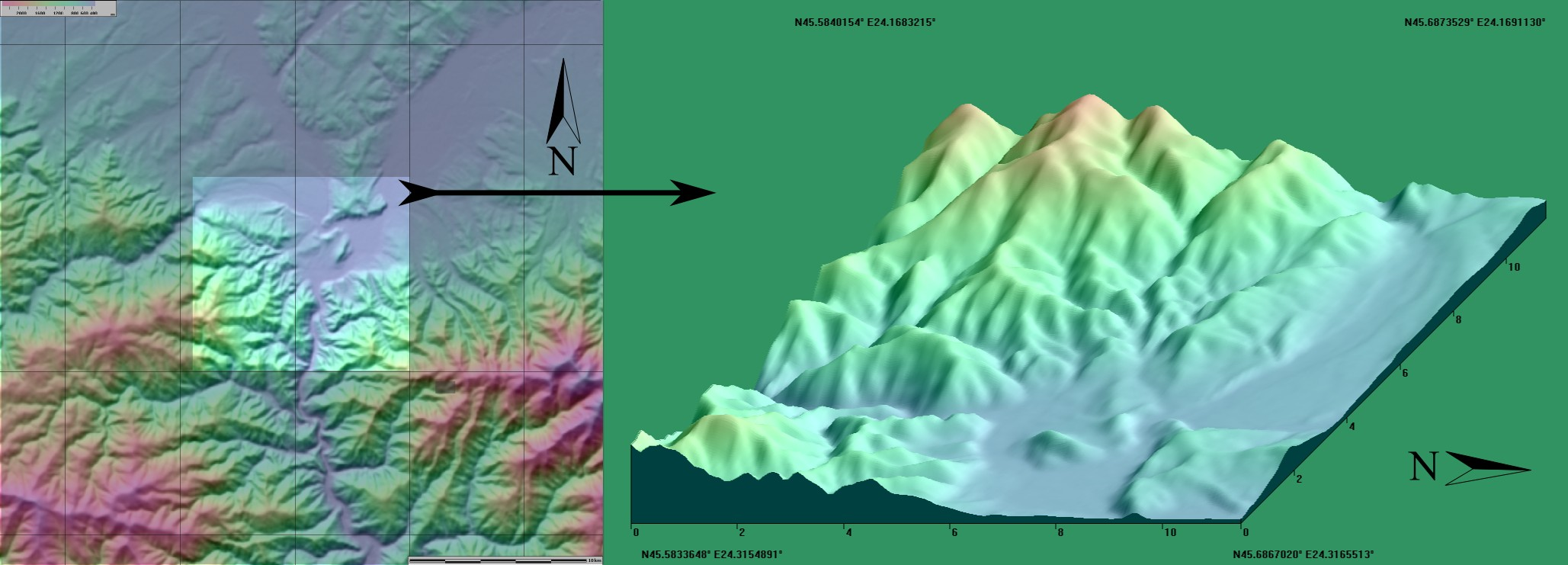
Tălmăcel - Harta fizică
Panoramic al reliefului din Tălmăcel
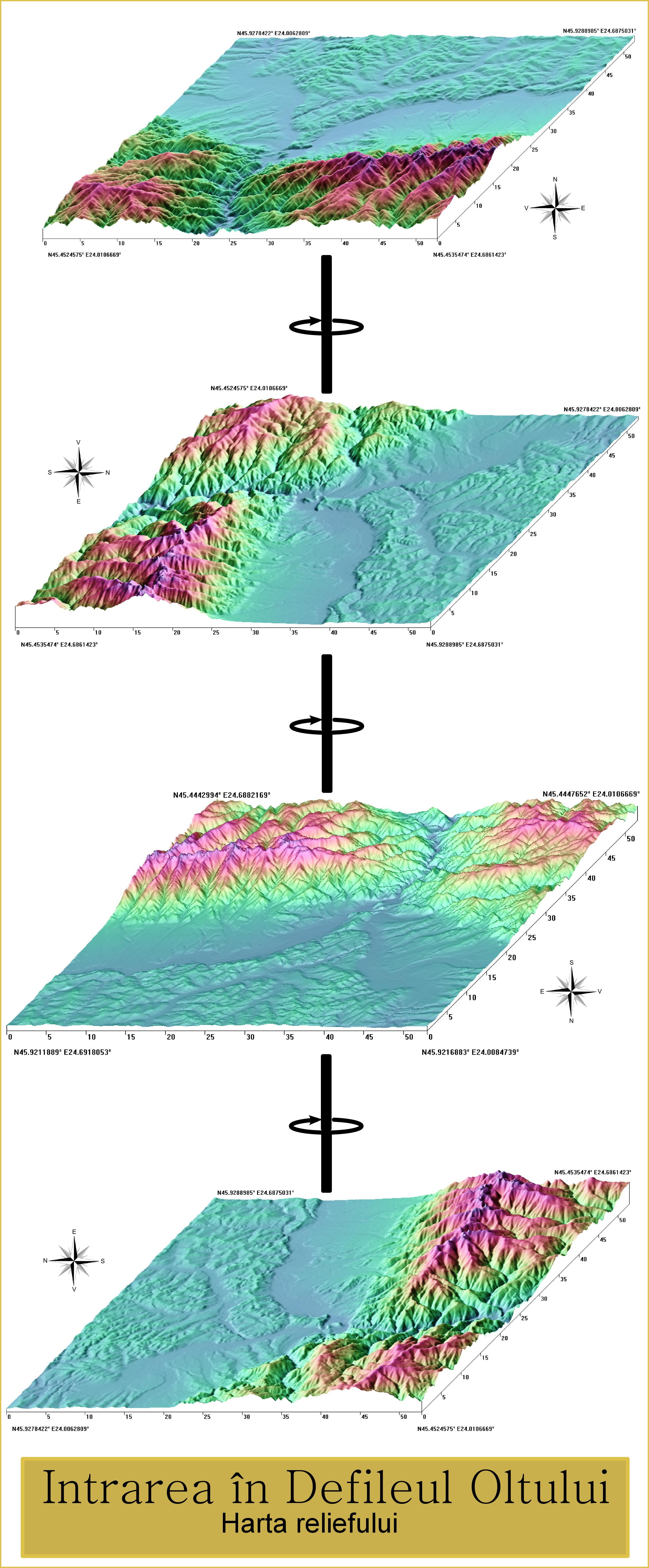
Harta reliefului la intrarea Oltului în defileu
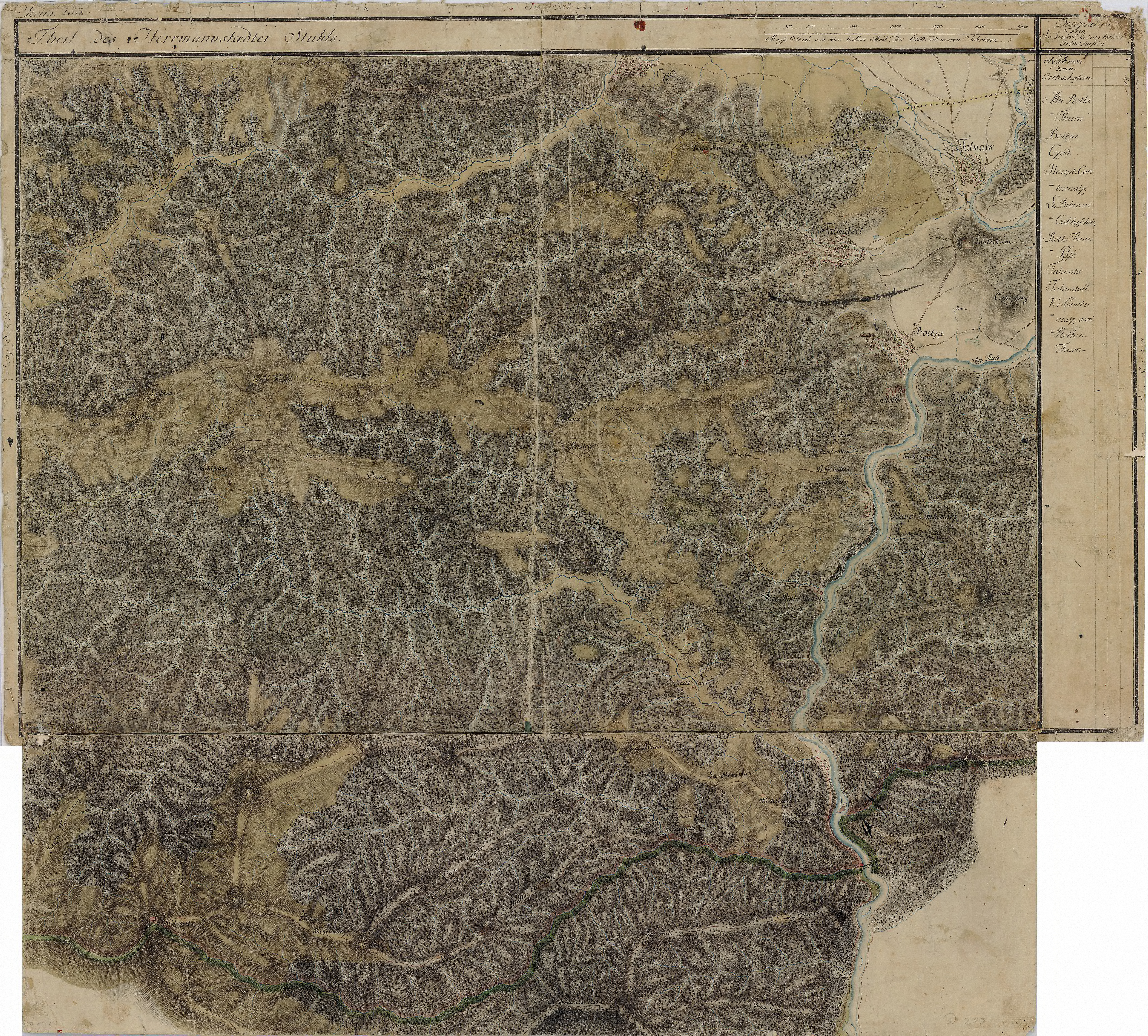
Tălmăcel în Harta Iosefină a Transilvaniei, 1769-1773
Tălmăcel în Harta Iosefină a Scaunului filial al Tălmaciului, 1769-73
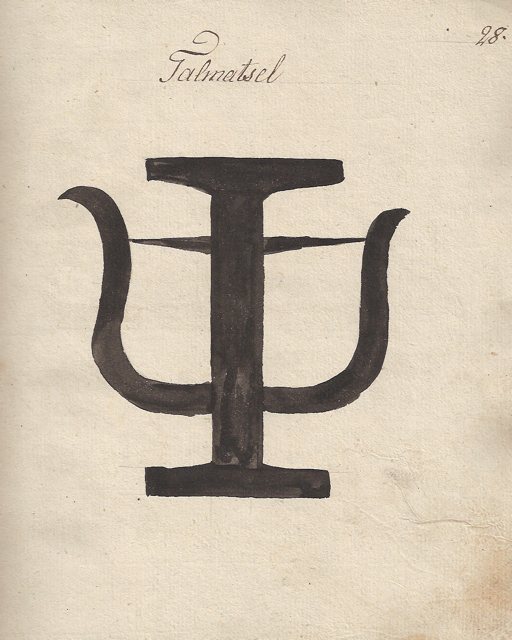
1826, Danga pentru vitele din Tălmacel
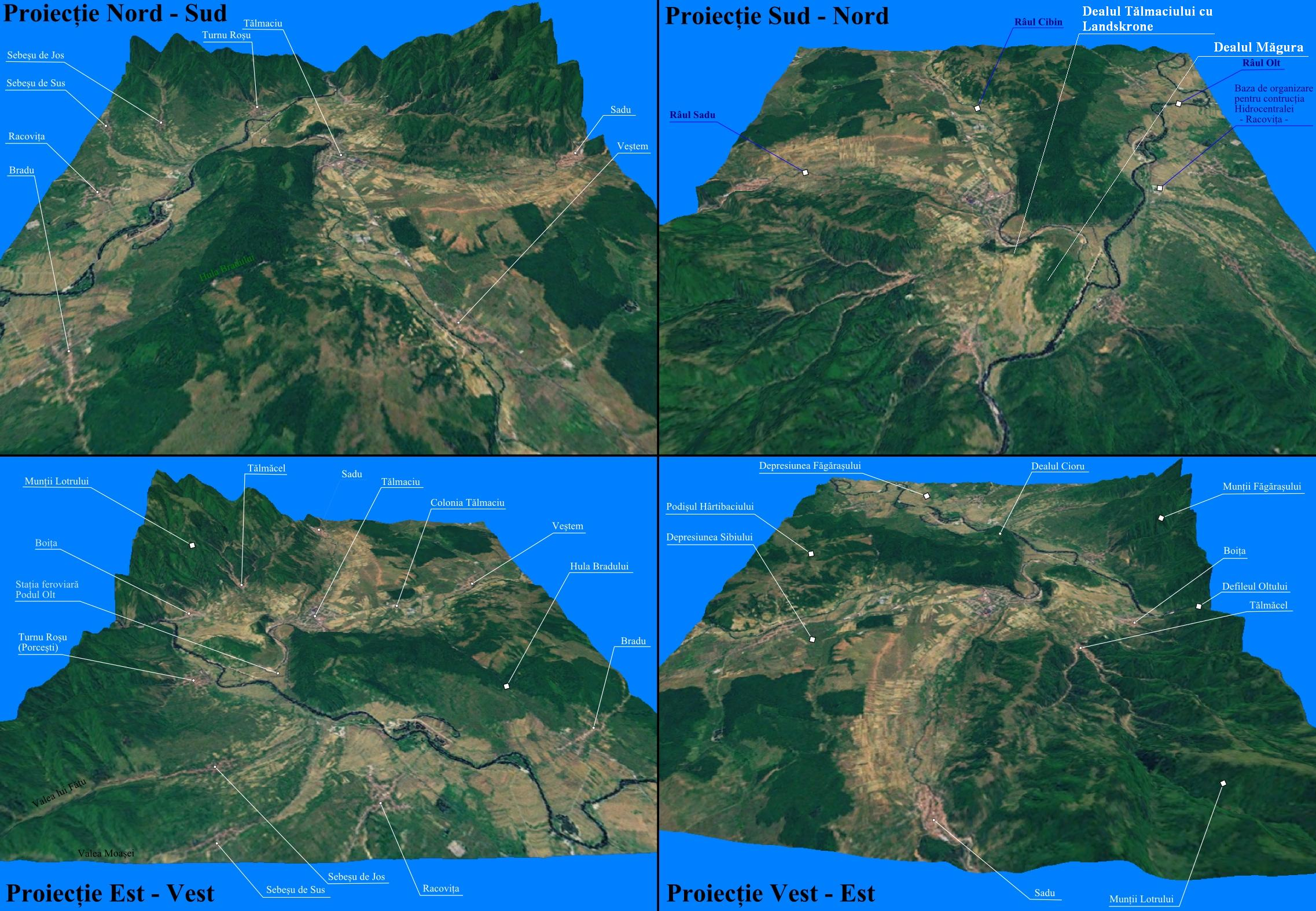
Prelucrare 3D
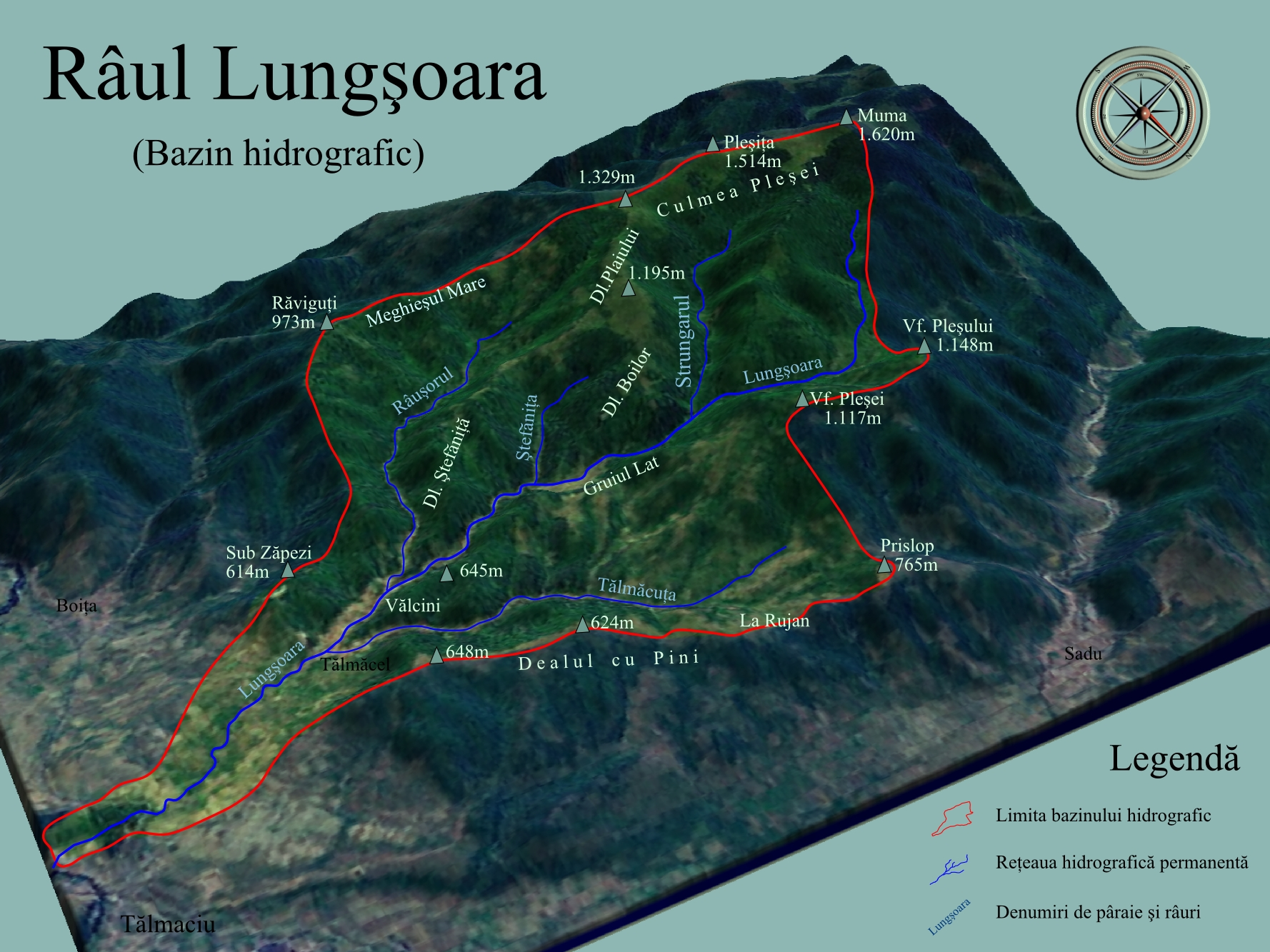
Râul Lungşoara - Bazin hidrografic
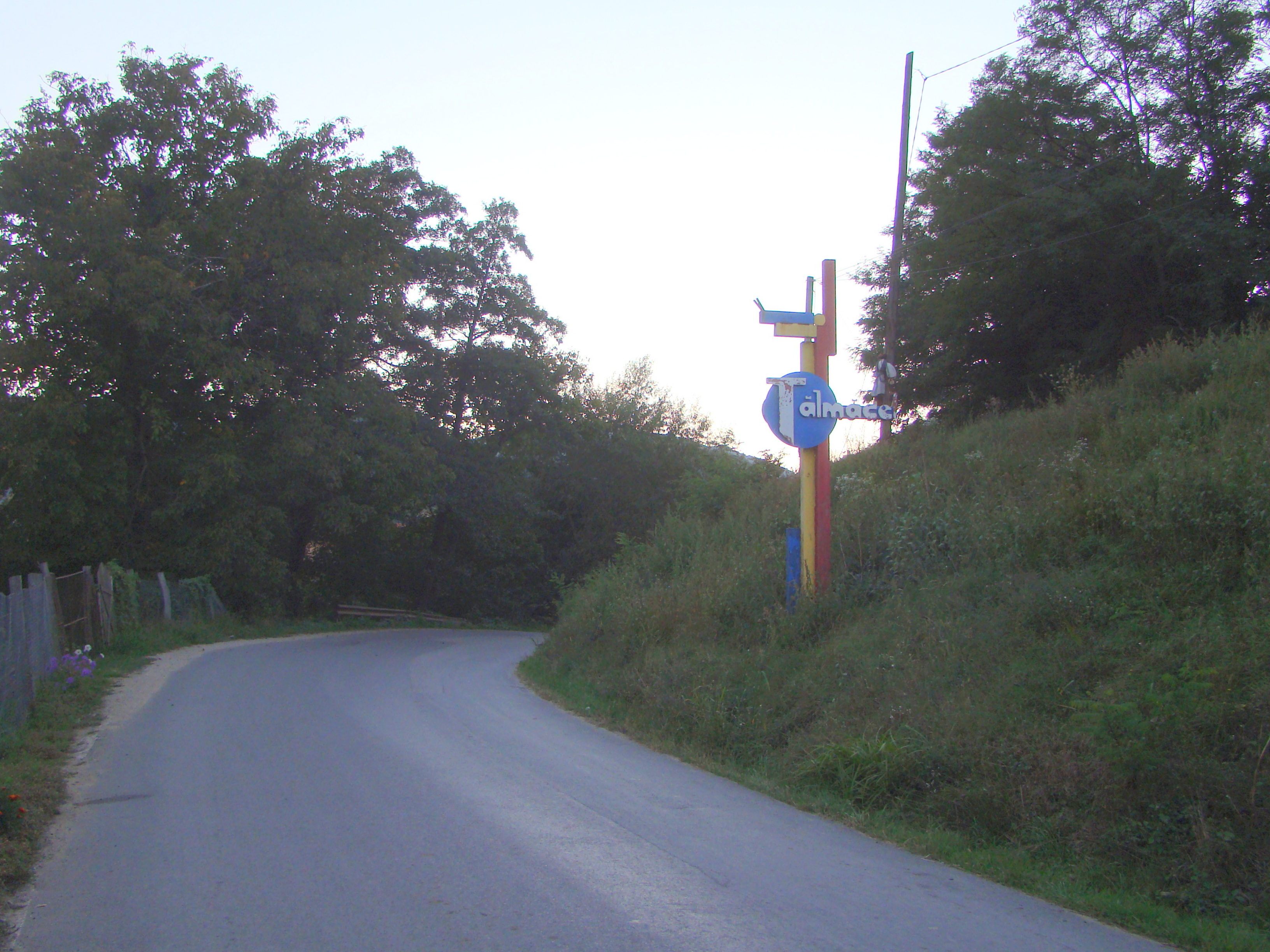
Intrarea în localitate
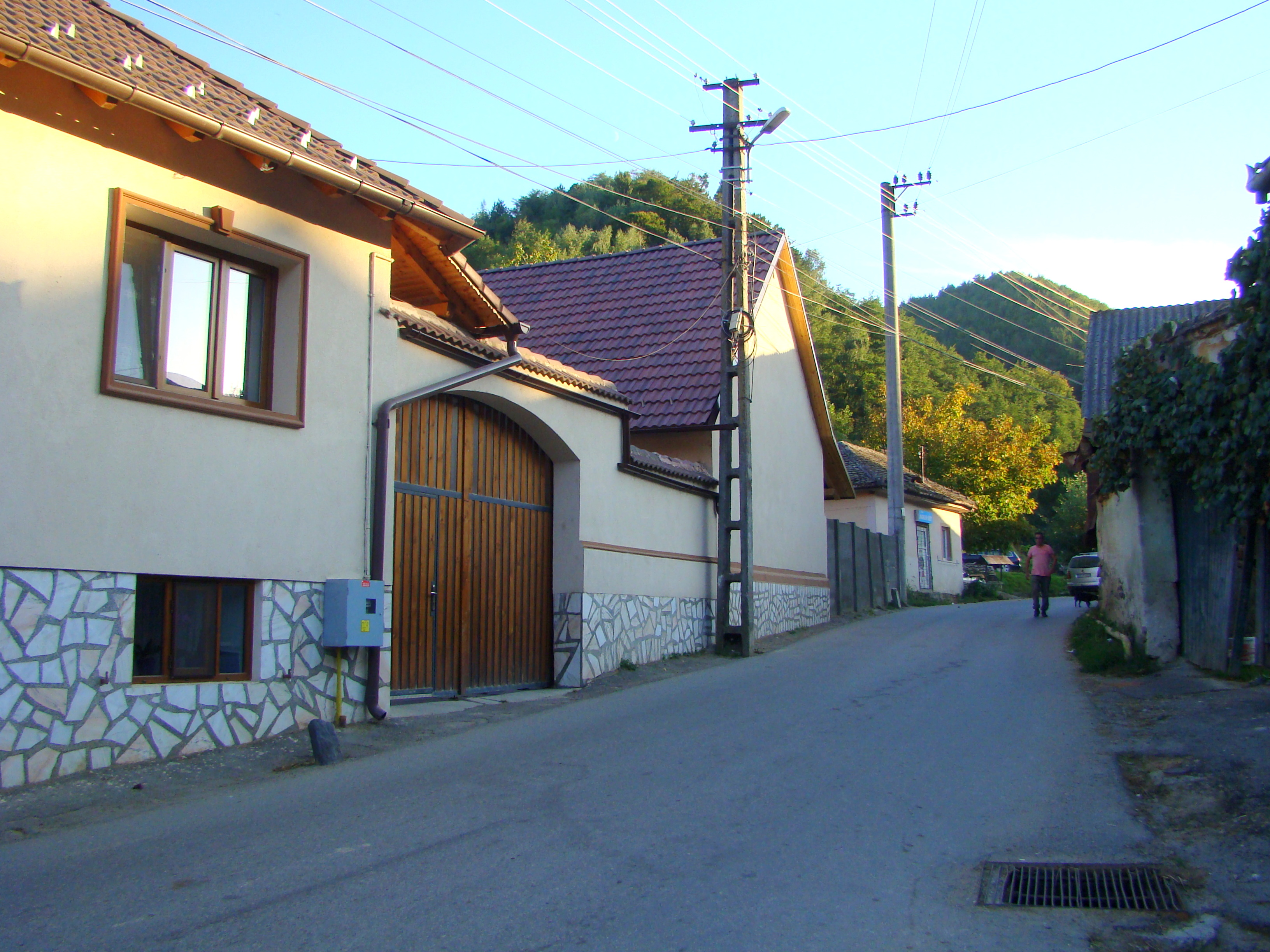
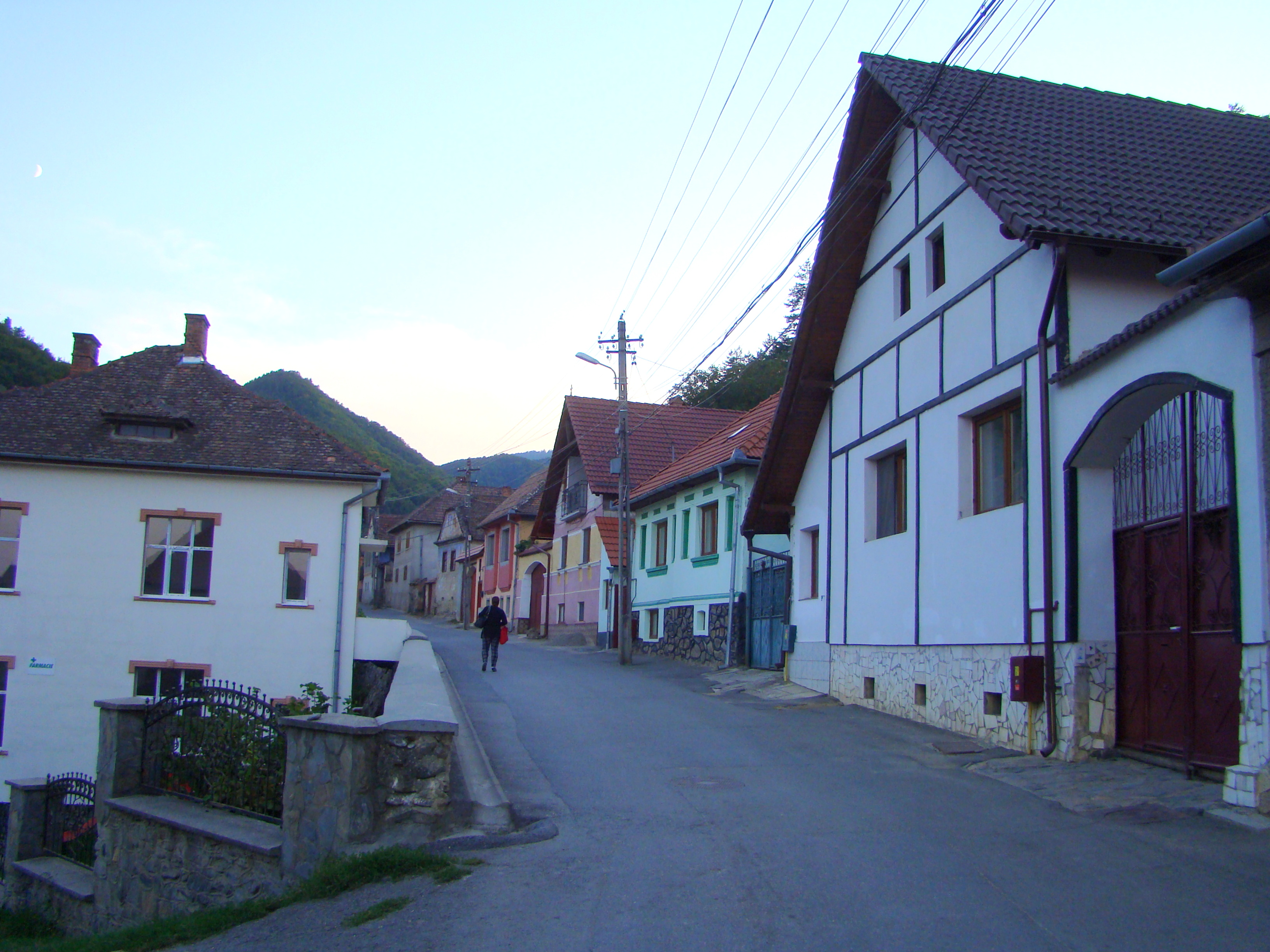
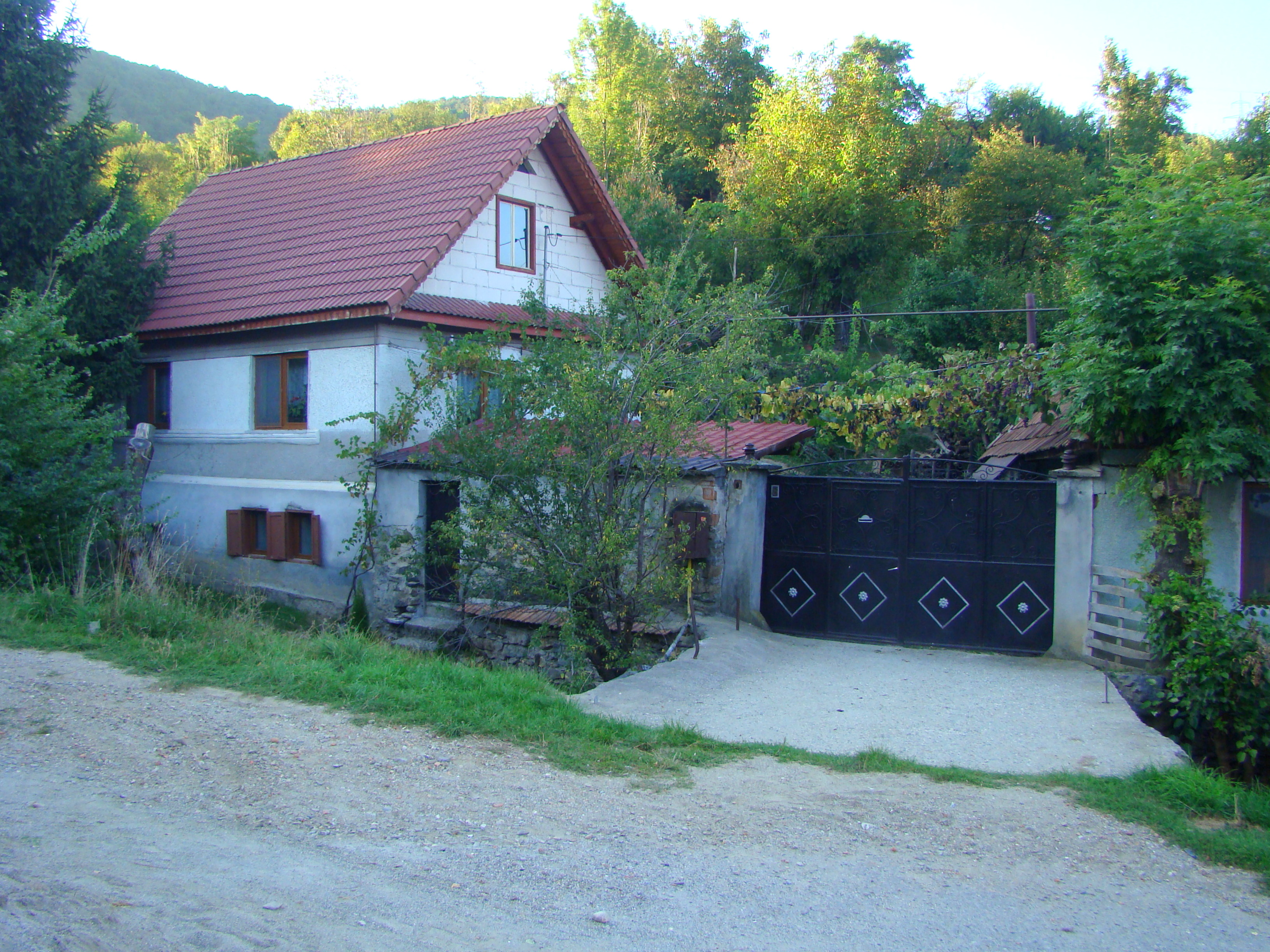
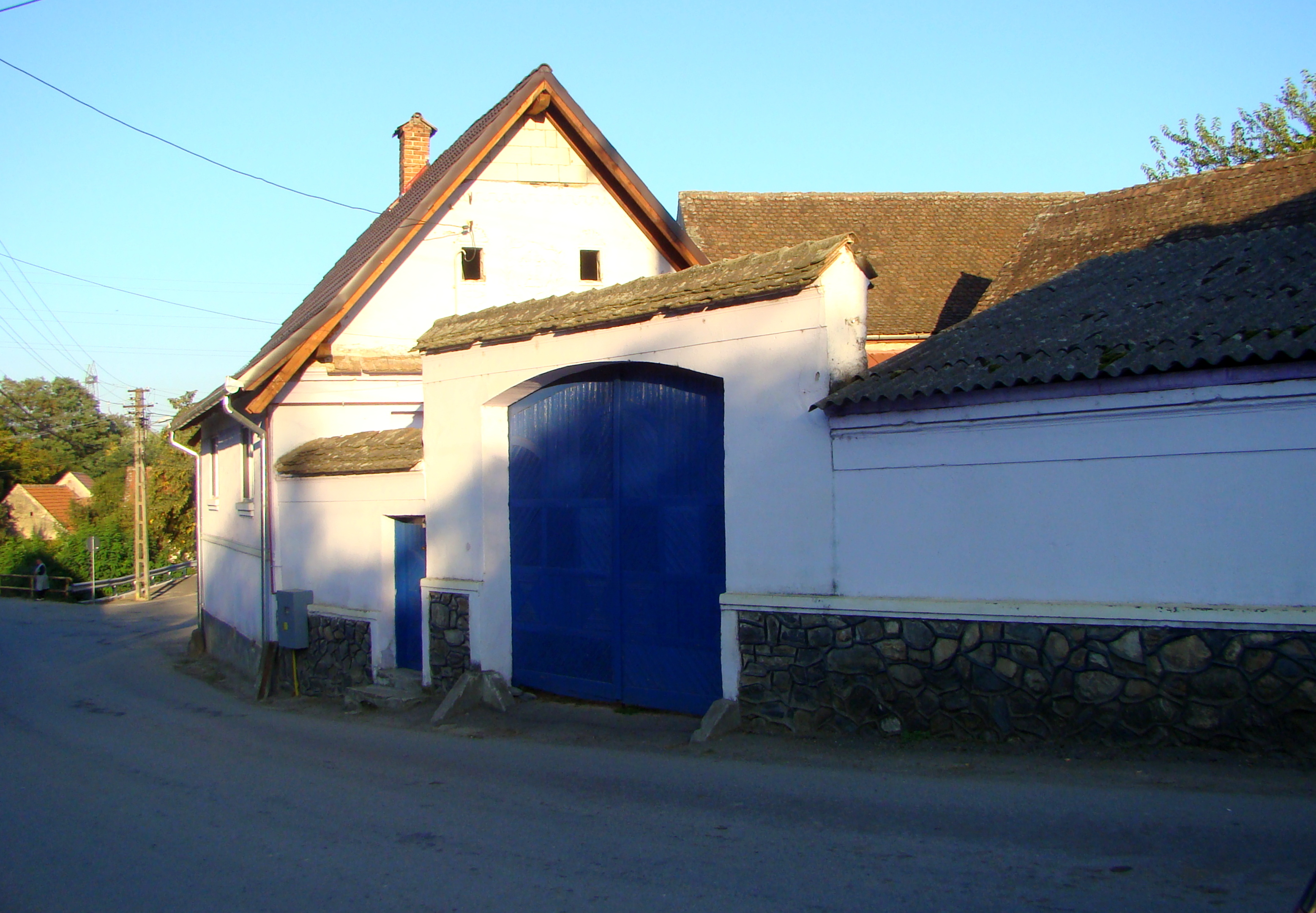
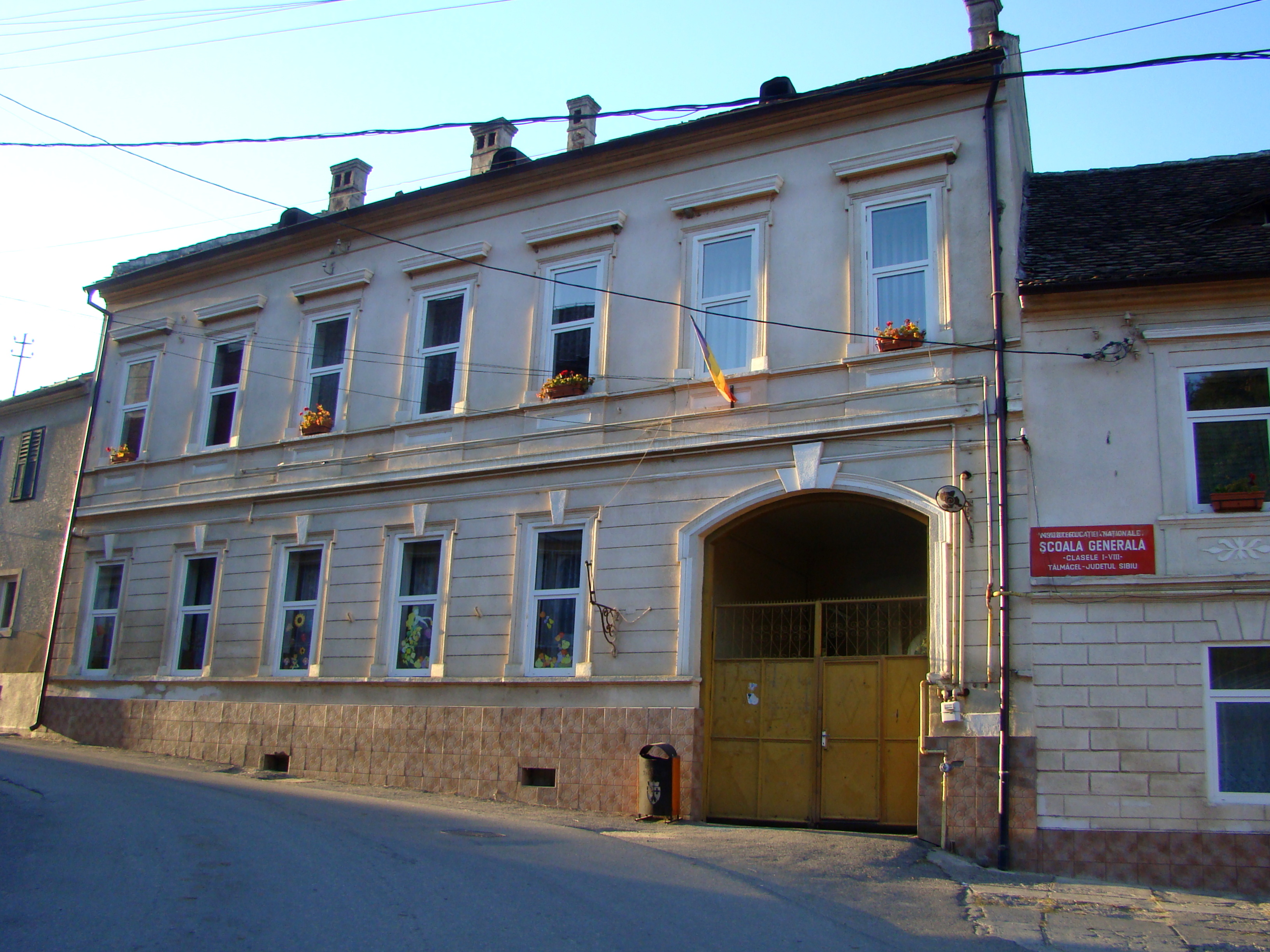
Școala
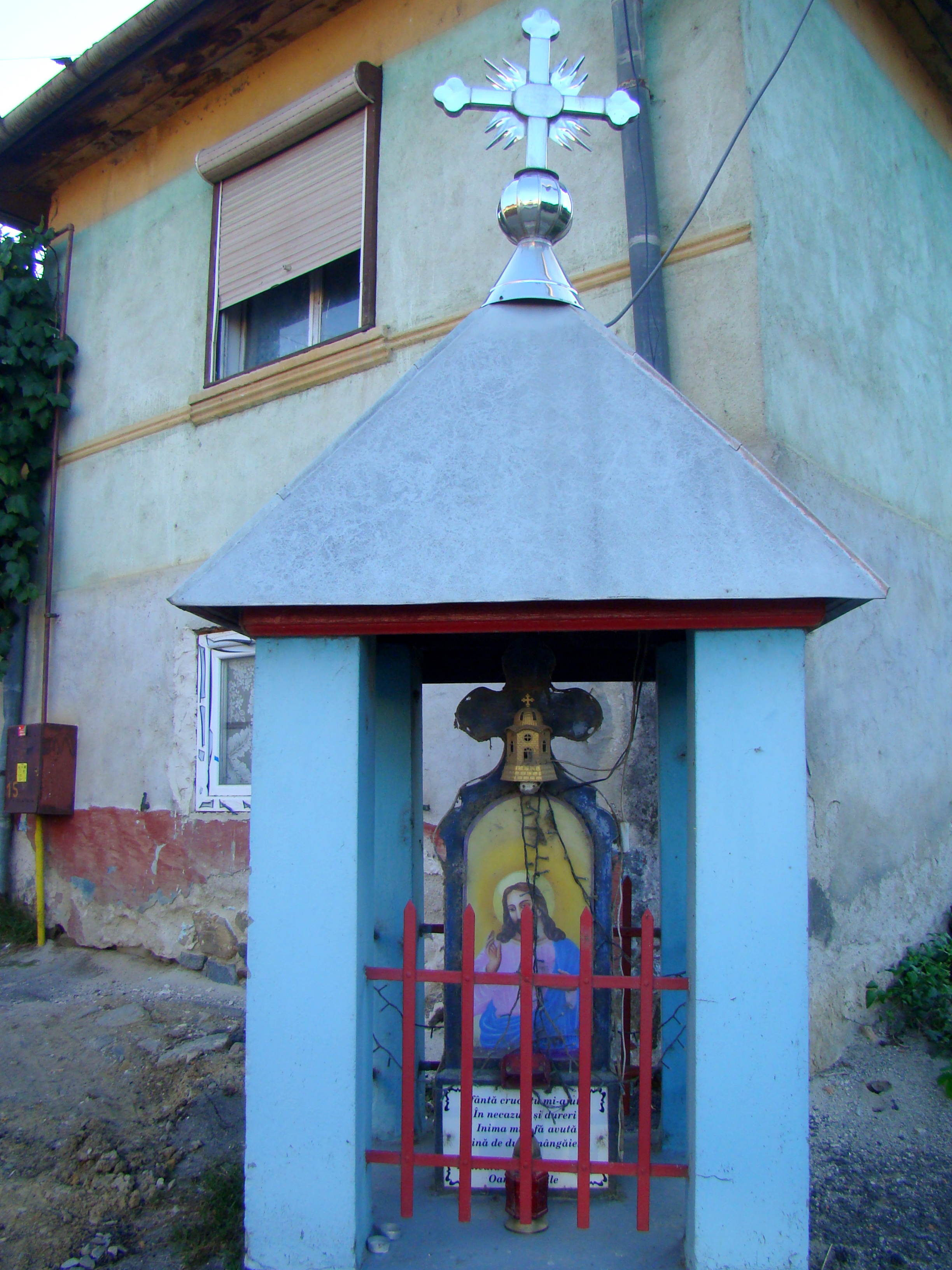
Troița
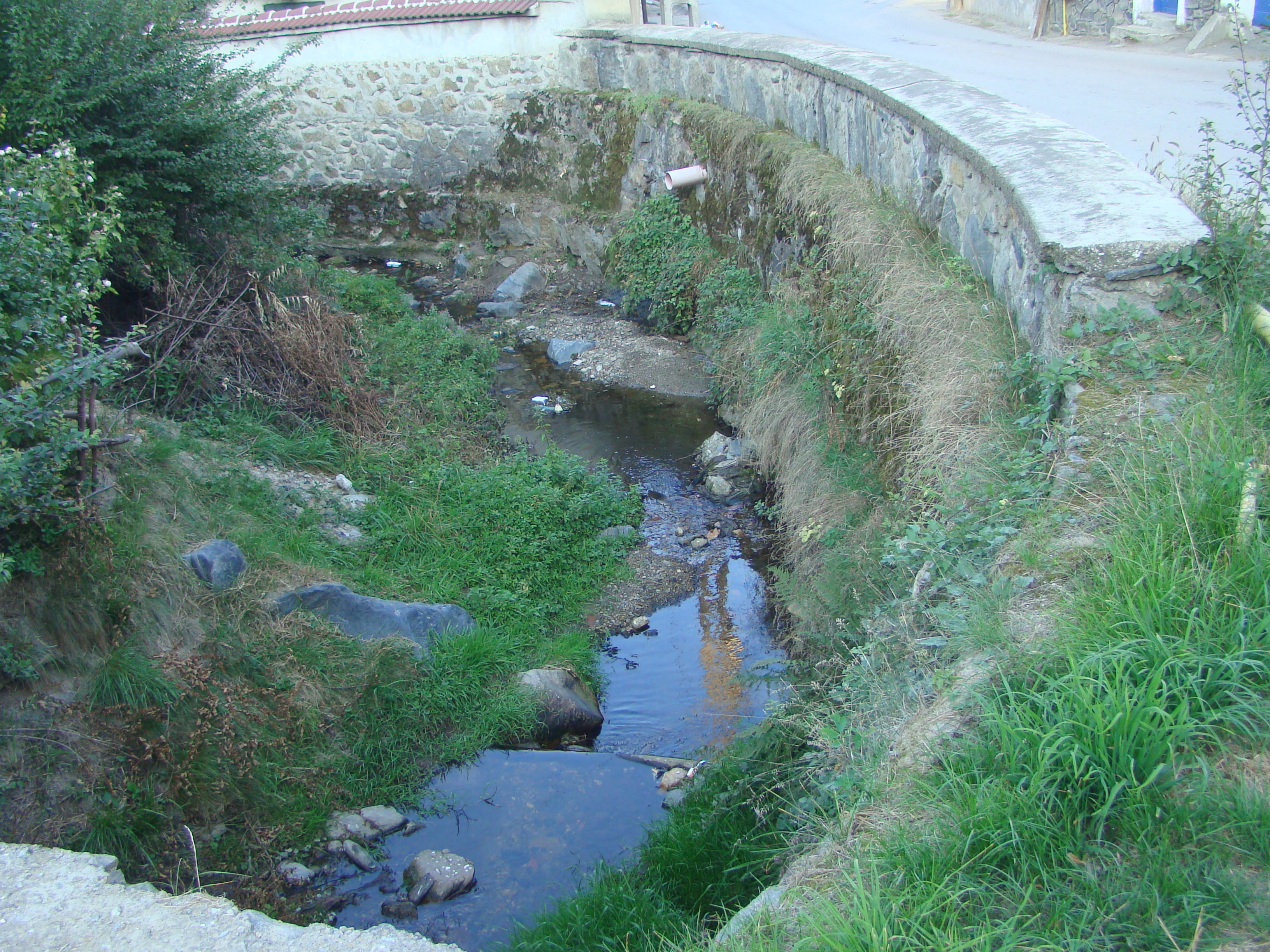
Râul Tălmăcuța
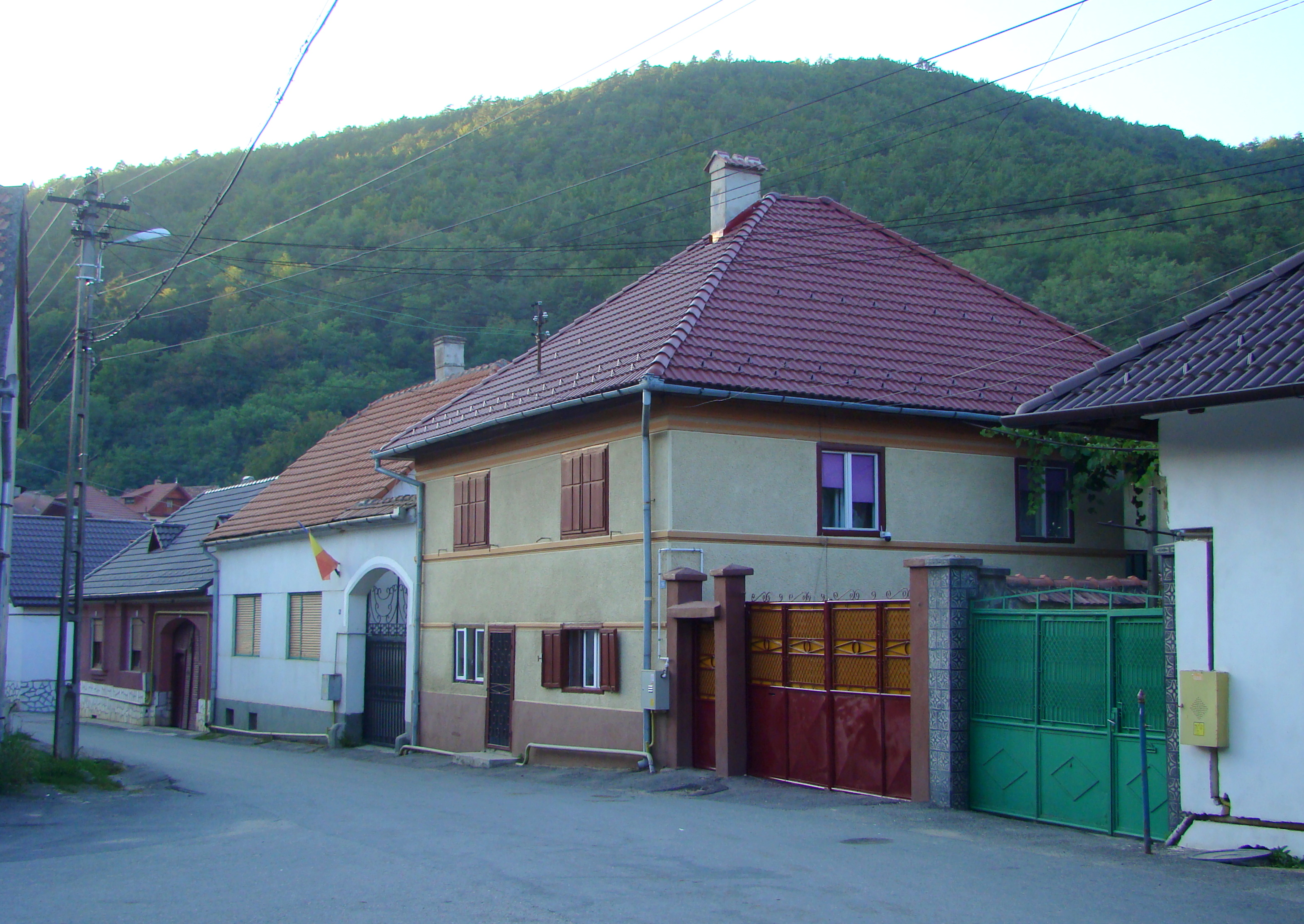
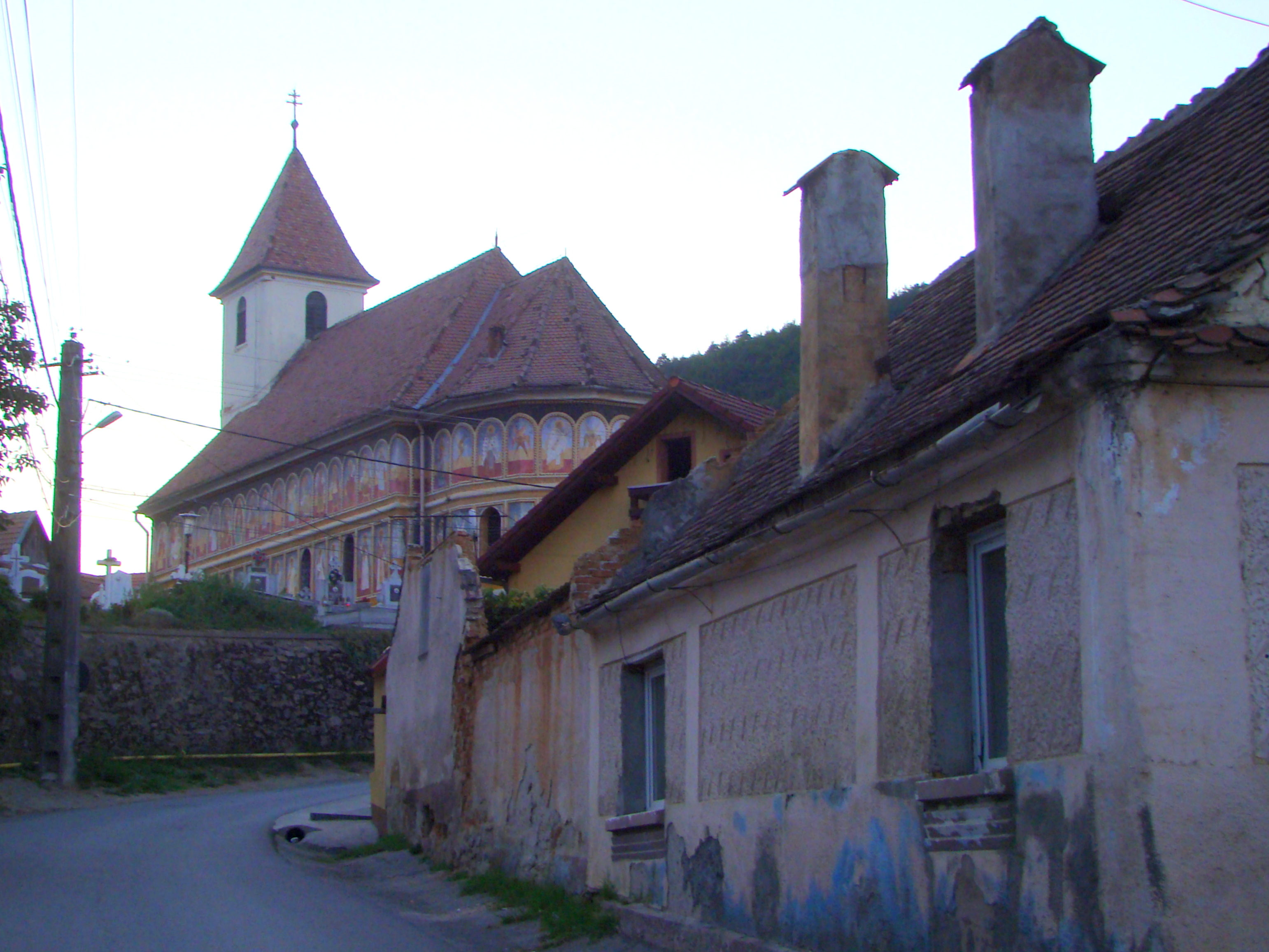
Biserica Cuvioasa Paraschiva (monument istoric)
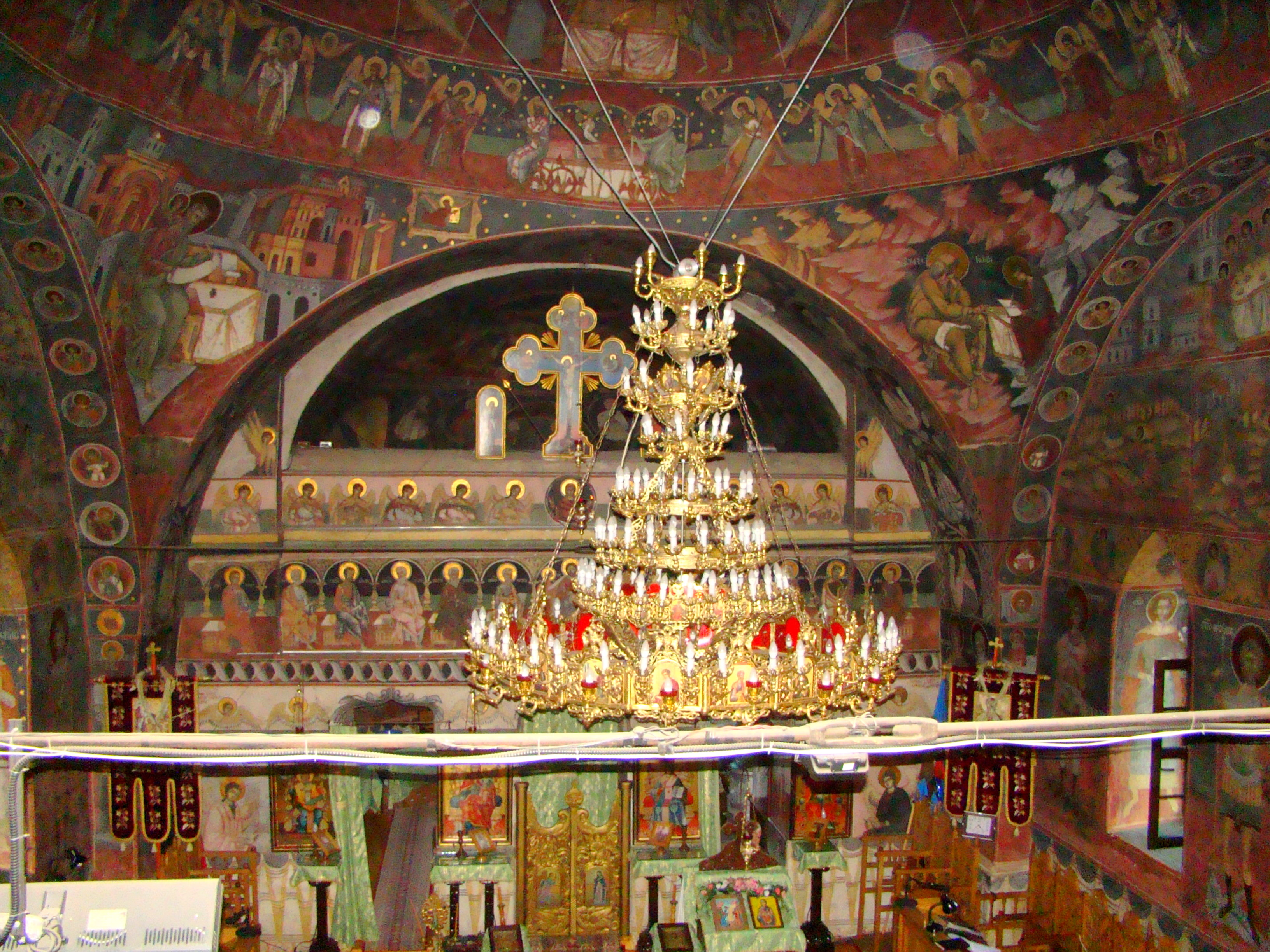
Biserica Cuvioasa Paraschiva (monument istoric)
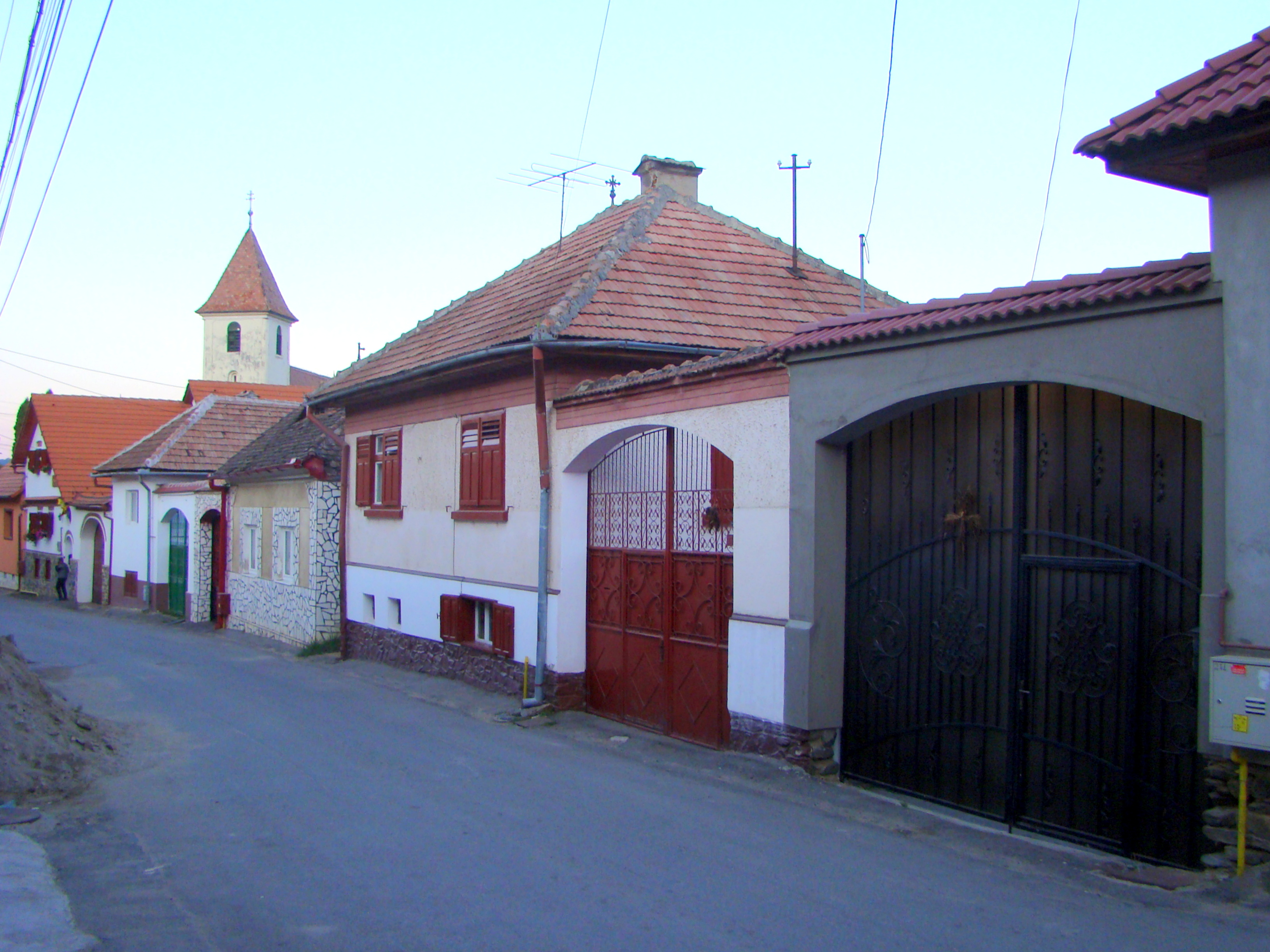
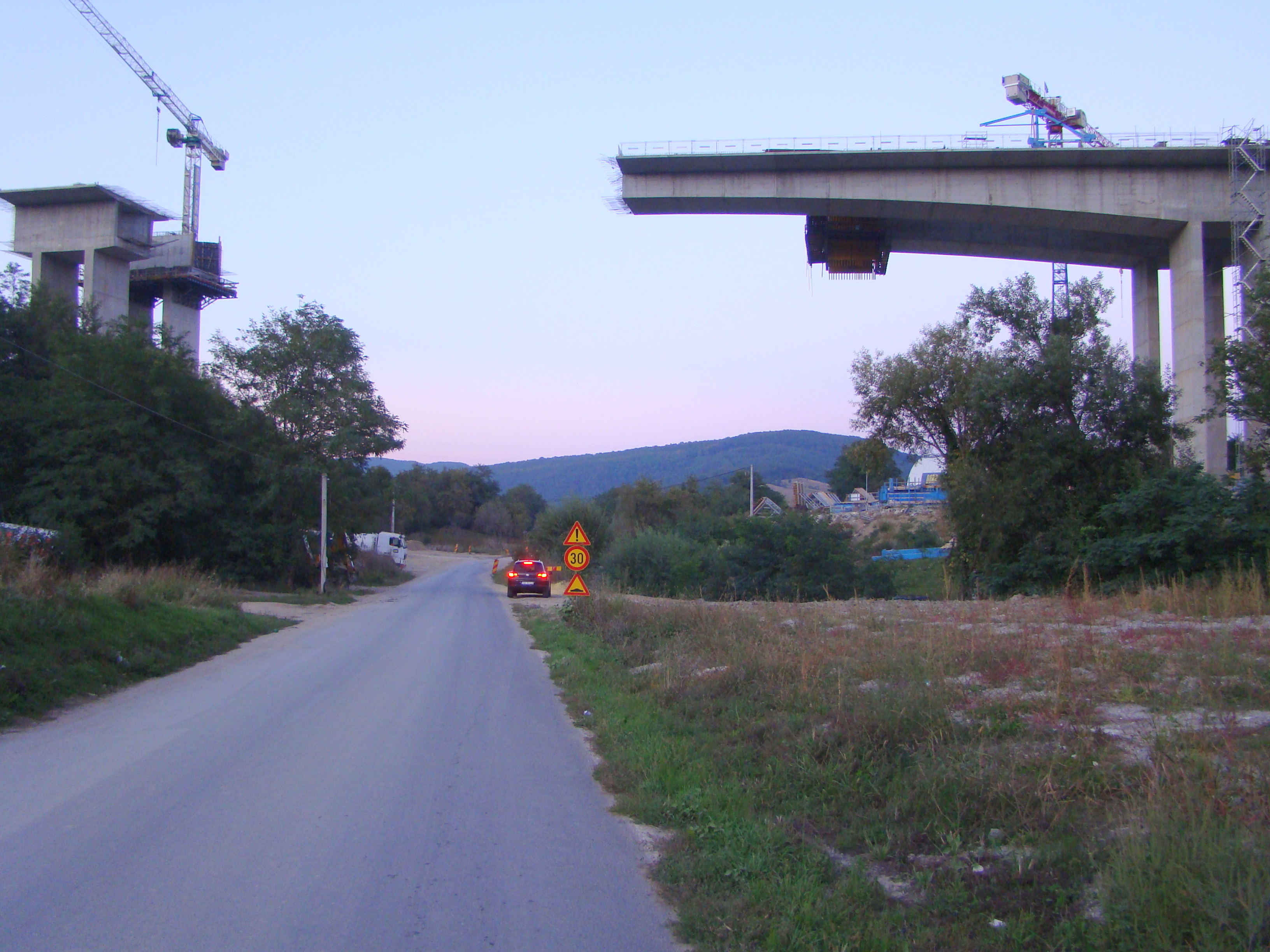
Viaductul Tălmăcel, cea mai amplă lucrare de pe tronsonul dintre Sibiu și Boița al A1 Pitești-Sibiu
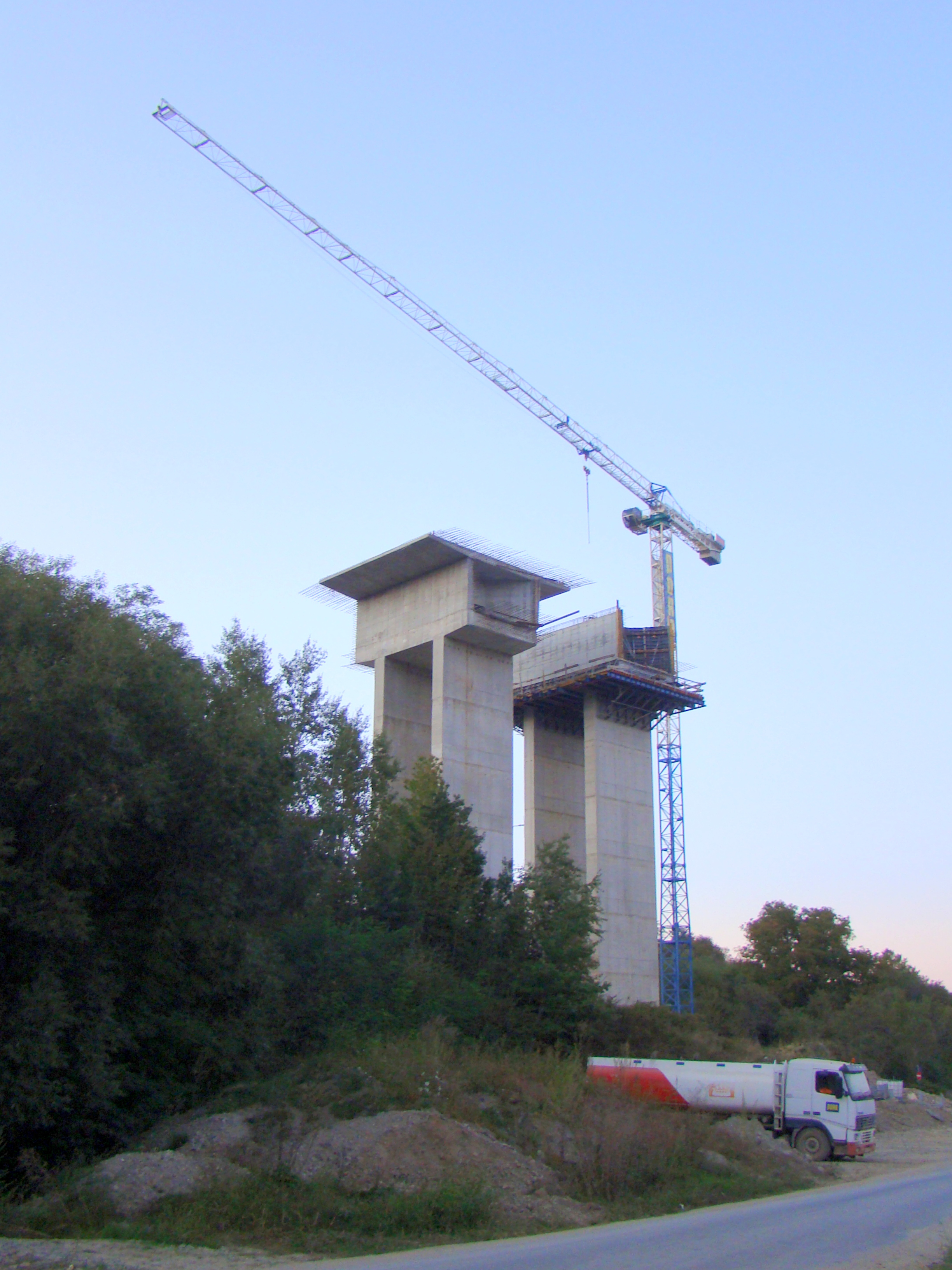
Are o lungime de 650 de metri și cu o înălțime a picioarelor de până la 30 de metri
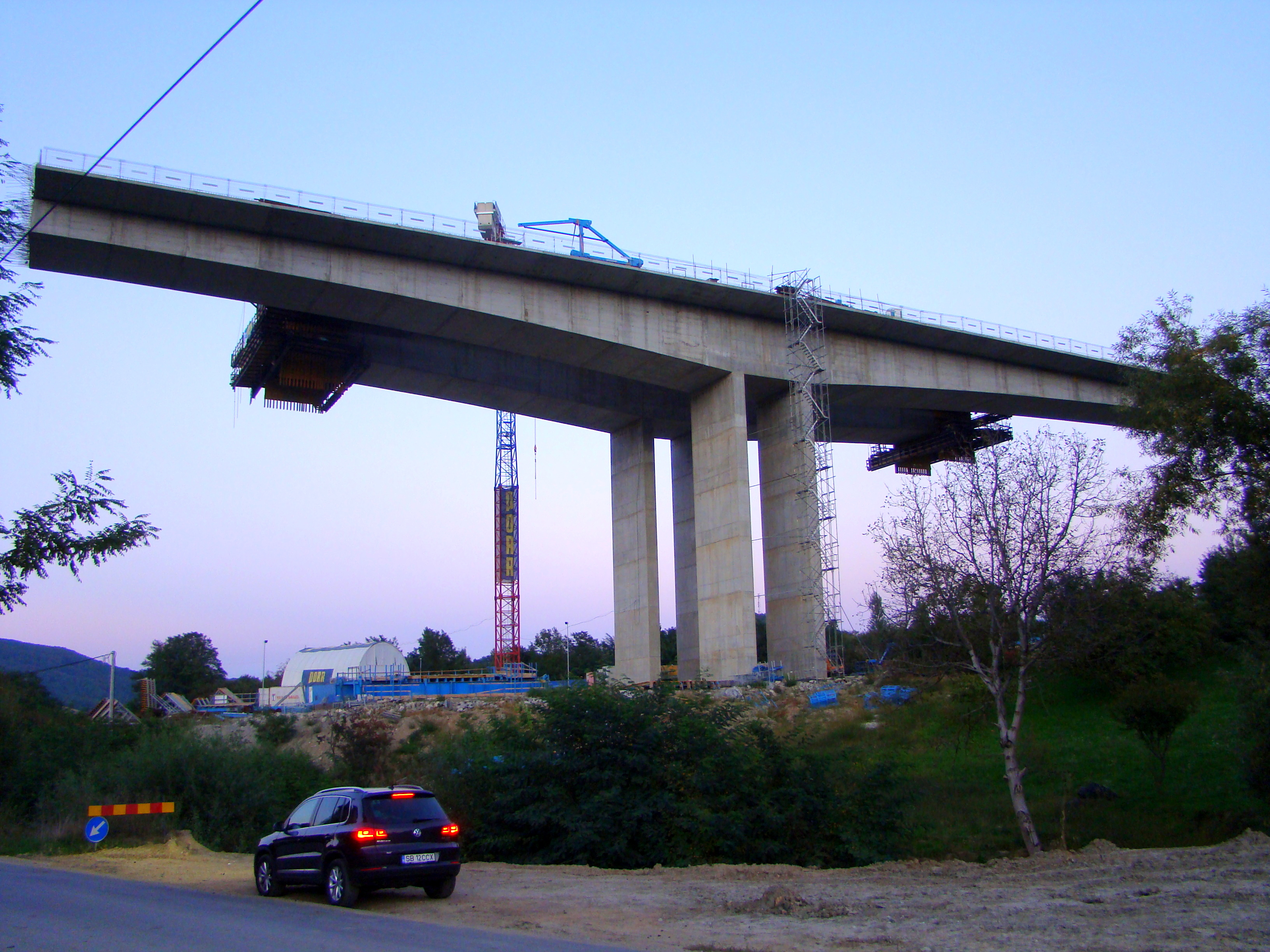
Viaductul de la Tălmăcel este unic în România datorită tehnologiei folosite: „balanţa echilibrată”